# برکت ایگبوجیونو
برکت ایگبوجیونو (انگلیسی: Blessing Igbojionu؛ زادهٔ ۲۶ سپتامبر ۱۹۸۲) بازیکن فوتبال اهل نیجریه است.
وی همچنین در تیم ملی فوتبال زنان نیجریه بازی کرده‌است.